# Spadella boucheri
Espèce
padella boucheri est une espèce de chaetognathes de la famille des Spadellidae.

## Description
De toutes les espèces du genre Spadella actuellement connues, Spadella boucheri est la plus petite. Adulte, elle mesure entre 2,2 et 2,6 mm dont la moitié pour la queue. Le corps est allongé et rigide avec une musculature transversale dans le tronc non visible en raison de sa taille et de son opacité. La tête est plus ou moins arrondie avec des yeux situés postérieurement, ils contiennent une cellule pigmentaire en forme de "H". Présence d'organes vestibulaires en forme de croissant, composés d'un rang de mamelons, chacun d'eux se terminant par un petit bouton. Elle possède un maximum de sept crochets appariés, minces et légèrement incurvés. Présence de trois dents antérieures de chaque côté, très robustes, légèrement aplaties en vue latérale et ornées de crêtes. Aucune dent postérieure. Présence d'une couronne ciliaire petite et ovale, son axe est plus étroit que la largeur du cou. Le tissu de la collerette est peu abondant, s'étendant du bout de la tête à l'extrémité de la queue. La collerette est plus grande dans la région du cou et plus épaisse sur l'arrière de la tête. Elle est mince ventralement et porte de nombreuses grandes papilles adhésives de la queue au milieu du tronc. Les nageoires latérales commencent sur la partie postérieure du tronc. La nageoire caudale postérieure est arrondie. Toutes les nageoires sont totalement pourvues de rayons. Le boyau est droit et les diverticules intestinaux sont petits voire absents. Le ganglion ventral est très gros et commence au niveau du cou. Il y a un maximum de cinq gros ovules dans chaque ovaire mature et un réceptacle séminal rempli de sperme dans de grands spécimens. Les vésicules séminales sont en forme de crochets lorsqu'elles sont petites, ovales et plus grandes à maturité. Elles sont en contact avec les nageoires latérales et la queue. 

## Répartition géographique
Spadella boucheri a été trouvé dans la lagune de la baie de Bora, sur la côte sud-est des îles Miyako, au Sud d'Okinawa, au Japon.
Il a été trouvé à la surface du sable de corail.

## Étymologie
Son nom spécifique, boucheri, lui a été donné en l'honneur du Dr. G. Boucher qui a fourni les spécimens pour identification.

## Publication originale
- (en + fr) Jean-Paul Casanova et Yvan Perez, « A dwarf Spadella (Chaetognatha) from Bora Bay (Miyako Island, Japan) », Cahiers de biologie marine, vol. 41,‎ 15 mars 2000, p. 137-141 (ISSN 0007-9723 et 2262-3094, OCLC 1538032 et 812538577, DOI 10.21411/CBM.A.AB218AC8, lire en ligne).